# Біліна (річка)
Біліна (чеськ. Bílina ˈbiːlɪna; нім. Biela) — річка в Чехії, ліва притока Лаби.
Виток Біліни розташований неподалік від села Закути в Рудних горах.
Загальні характеристики:
- площа басейну — 1071 км²;
- довжина — 49 км;
- середній показник витрат води — 6,50 м³/с.

Біліна впадає в Лабу в Усті-над-Лабем. На Біліні розташовані міста Жирков, Мост, Біліна.
Значних приток річка не має. Більша частина течії пролягає відкритою, назалісненою місцевістю. У долині річки добувають буре вугілля.
До початку 1990-х років Біліна була сильно забруднена стічними водами хімічних підприємств регіону, що використовували річкову воду для своїх потреб. Останніми роками (2000-ні) екологічна ситуація річки помітно покращилась.